# Яблочное пюре

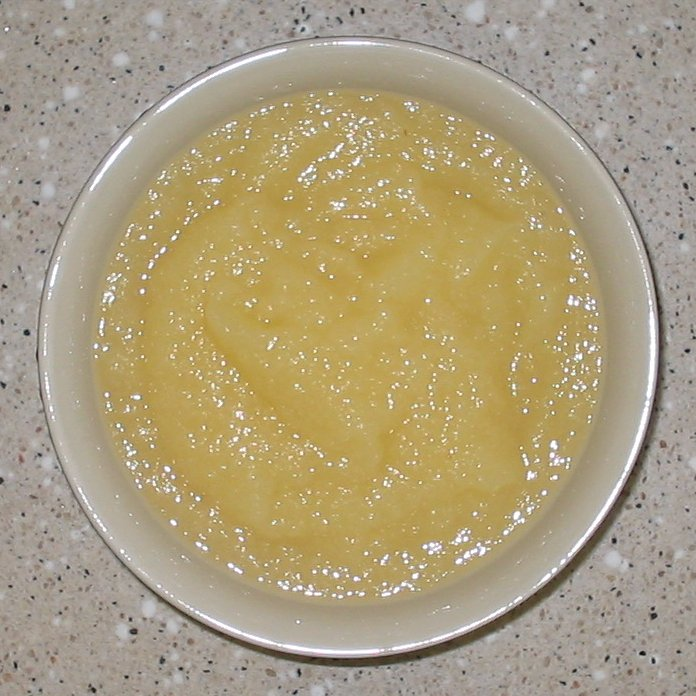
Яблочное пюре

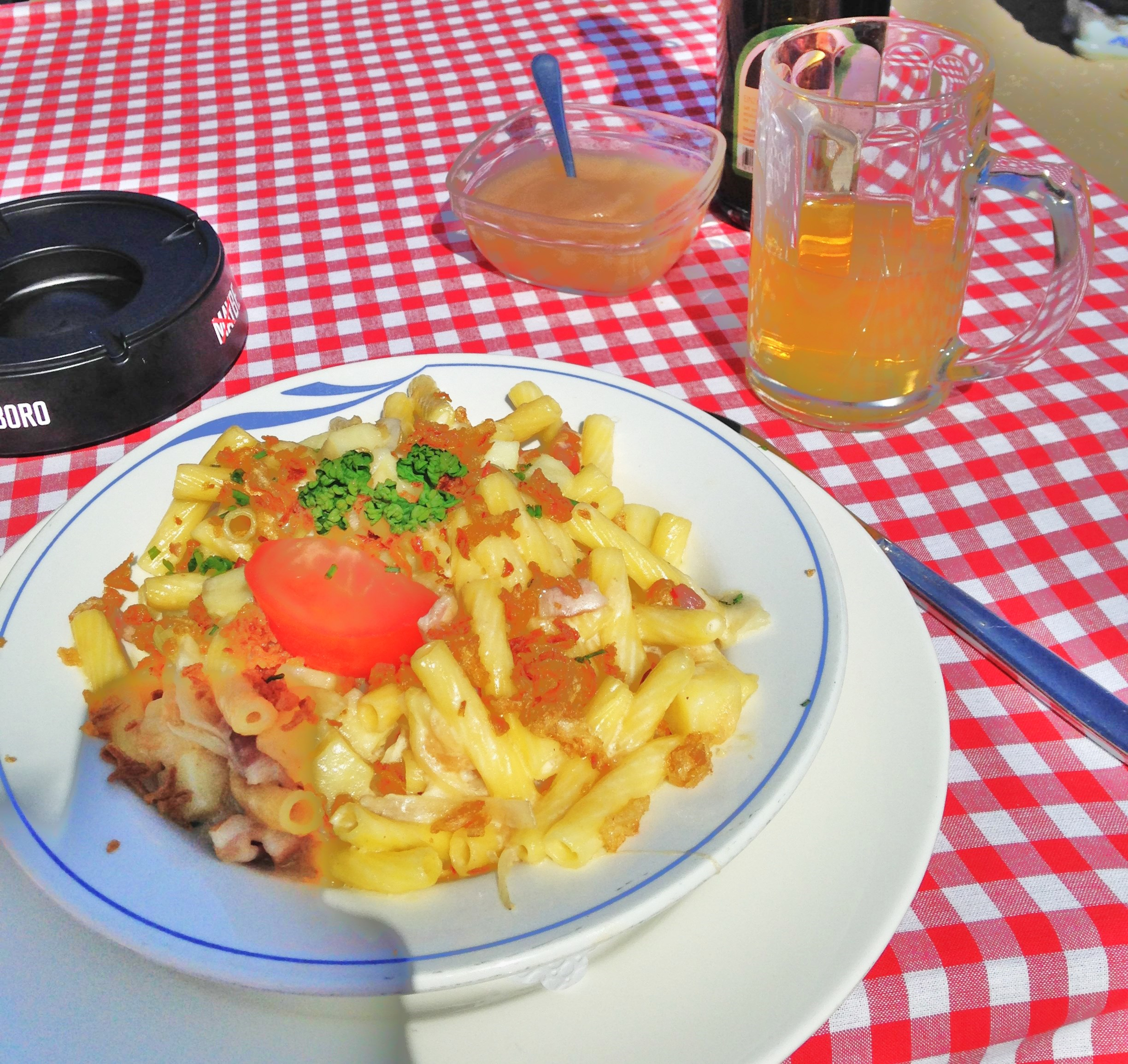
Альпийские макароны, сервированные с апфельмусом

Яблочное пюре — плодовое пюре, протёртая масса из свежих или сульфитированных яблок, преимущественно со светло-зелёной мякотью кисло-сладкого вкуса: сортов антоновка и папировка. Яблочное пюре представляет собой однородную, равномерно протёртую массу светло-жёлтого или светло-зелёного цвета и натурального вкуса. Допускается также желтоватый цвет пюре с розоватым или зеленоватым оттенком.
В СССР яблочное пюре производили двумя способами: стерилизацией или консервированием сернистым ангидридом или бензойнокислым натром. Полученный первым способом продукт готов к употреблению, с сахаром или без, и рекомендовался для детского питания. Со стерилизованным яблочным пюре готовили кисели, муссы и начинки для пирожков. Консервированное химическими веществами пюре впоследствии перерабатывается в повидло, мармелад и пастилу. В промышленном производстве яблочное сырье для размягчения и разрушения ферментов, вызывающих потемнение, предварительно ошпаривают, затем протирают и расфасовывают в стеклянную или жестяную тару для стерилизации и в деревянные бочки — для консервирования. В домашних условиях яблочное пюре готовят из измельчённых, отваренных с сахаром и корицей, а затем протёртых яблок методом стерилизации.

## Яблочный соус
Свежее яблочное пюре является основой для приготовления яблочного соуса, который в горячем виде подают к жареному гусю, утке, мясу, а в холодном — к холодным закускам из мяса и птицы, кашам, рисовым запеканкам, макаронным изделиям, блинчикам. Для его приготовления в пюре добавляют сахар и корицу и дополнительно проваривают при помешивании. Для достижения нужной консистенции яблочный соус перед подачей взбивают либо сгущивают картофельным крахмалом.

## Апфельмус
В Германии, Австрии и Швейцарии яблочное пюре называется «апфельмус» (нем. Apfelmus), его готовят предпочтительно из яблок кислых сортов боскоп, кокс оранж и бребурн, обеспечивающих натуральный жёлтый цвет. Помимо корицы и сахара в апфельмус иногда добавляют изюм и другие фрукты, например, абрикосы. Апфельмус имеет более широкое применение, чем десерты и детское питание. Его подают к рисовому пудингу, к кайзершмаррну с ним готовят апфельмус-торт. Апфельмус сервируют к картофельным оладьям, мясным блюдам и, в частности, зауэрбратену, рождественскому гусю или швейцарским альпийским макаронам. Десерт из яблочного пюре со взбитыми сливками или взбитым с сахаром белком называется «яблочной пеной» (нем. Apfelschaum). Яблочное пюре без дополнительных ингредиентов и даже сахара, но с аскорбиновой кислотой в качестве антиоксиданта, называется «апфельмарк» (нем. Apfelmark — «яблочная мякоть») и считается биопродуктом.